# ドネツクの首相
ドネツクの閣僚評議会議長（ドネツクのかくりょうひょうぎかいぎちょう、ロシア語: Председатель правительства Донецкой Народной Республики）は、ロシア連邦内ドネツク人民共和国における政府の長で、首相に相当する。元来はウクライナ東部ドネツィク州の一部を占拠した親ロシア派勢力が独立を自称したドネツク人民共和国における政府の長であった。

## 概要
2020年に改正されたドネツク人民共和国の憲法では、閣僚評議会議長（以下、首相）はドネツク人民共和国における政府の長であり、憲法や法律に基づいて政府方針を決定し、その活動を組織する（第74条）。
首相は人民評議会（以下、議会）の同意を得た上で首長が任命する。首相は任命後10日以内に閣僚名簿とその副候補者を首長に提案しなければならない。首相は閣僚評議会副議長（副首相）や閣僚、行政機関トップの任命・解任を首長に提案する（第76条）。
首長の任期が早く終了したり、職務を遂行できなくなった際には首相が一時的に職務を代行するが、その場合でも首長が持つ議会解散権や憲法改正を提案する権利はない（第62条）。
首相は議会に信任決議案を提出することができるが、否決され不信任となった場合は首長が内閣総辞職か解散総選挙を選択する。首相が辞任する場合、新たな首相が就任するまでは職務を継続する（第77条）。
（出典）КОНСТИТУЦИЯ  ДОНЕЦКОЙ НАРОДНОЙ РЕСПУБЛИКИ（ドネツク人民共和国憲法）

## 歴代首相の一覧
行政府の長の役職名が暫定政府議長であった時代にさかのぼって記載する。
| 代                                         | 肖像                                                                   | 首相                                                             | 就任日                         | 退任日                         | 所属政党                       | 首長                                              |
| ドネツク人民共和国暫定政府議長             | ドネツク人民共和国暫定政府議長                                         | ドネツク人民共和国暫定政府議長                                   | ドネツク人民共和国暫定政府議長 | ドネツク人民共和国暫定政府議長 | ドネツク人民共和国暫定政府議長 | ドネツク人民共和国暫定政府議長                    |
| ------------------------------------------ | ---------------------------------------------------------------------- | ---------------------------------------------------------------- | ------------------------------ | ------------------------------ | ------------------------------ | ------------------------------------------------- |
| 1                                          | デニス・プシーリンДени́с Влади́мирович Пуши́лин                           | デニス・プシーリン Дени́с Влади́мирович Пуши́лин                    | 2014年4月8日                   | 2014年5月15日                  | DR                             | パベル・グバレフ                                  |
| ドネツク人民共和国閣僚評議会議長           |                                                                        |                                                                  |                                |                                |                                |                                                   |
| 1                                          | アレクサンドル・ボロダイ（英語版）Алекса́ндр Ю́рьевич Борода́й            | アレクサンドル・ボロダイ Алекса́ндр Ю́рьевич Борода́й               | 2014年5月16日                  | 2014年8月7日                   | （不明）                       | デニス・プシーリン ボリス・リトビノフ             |
| 2                                          | アレクサンドル・ザハルチェンコАлекса́ндр Влади́мирович Заха́рченко        | アレクサンドル・ザハルチェンコ Алекса́ндр Влади́мирович Заха́рченко | 2014年8月7日                   | 2018年8月31日                  | DR                             | ボリス・リトビノフ アレクサンドル・ザハルチェンコ |
| 代行                                       | ドミートリー・トラペズニコフ（英語版）Дми́трий Ви́кторович Трапе́зников   | ドミートリー・トラペズニコフ Дми́трий Ви́кторович Трапе́зников      | 2018年8月31日                  | 2018年9月7日                   | n-p                            | ドミートリー・トラペズニコフ                      |
| 代行                                       | デニス・プシーリンДени́с Влади́мирович Пуши́лин                           | デニス・プシーリン Дени́с Влади́мирович Пуши́лин                    | 2018年9月7日                   | 2018年10月18日                 | DR                             | デニス・プシーリン                                |
| 3                                          | アレクサンドル・アナンチェンコ（英語版）Александр Евгеньевич Ананченко | アレクサンドル・アナンチェンコ Александр Евгеньевич Ананченко    | 2018年10月18日                 | 2022年6月8日                   | DR                             | デニス・プシーリン                                |
| 代行                                       | ウラジミール・パシュコフ（英語版）Владимир Игоревич Пашков             | ウラジミール・パシュコフ Владимир Игоревич Пашков                | 2019年2月5日                   | 2019年2月14日                  | n-p                            | デニス・プシーリン                                |
| 4                                          | ヴィタリー・ホツェンコ（英語版）Вита́лий Па́влович Хоце́нко               | ヴィタリー・ホツェンコ Вита́лий Па́влович Хоце́нко                  | 2022年6月8日                   | 2022年10月5日                  | n-p                            | デニス・プシーリン                                |
| ロシア連邦ドネツク人民共和国閣僚評議会議長 |                                                                        |                                                                  |                                |                                |                                |                                                   |
| 4                                          | ヴィタリー・ホツェンコ（英語版）Вита́лий Па́влович Хоце́нко               | ヴィタリー・ホツェンコ Вита́лий Па́влович Хоце́нко                  | 2022年10月5日                  | （現職）                       | n-p                            | デニス・プシーリン                                |

### 所属政党
- DR：ドネツク共和国
- KPD：ドネツク人民共和国共産党（英語版）
- Mil：軍
- n-p：無所属